# Hrabstwo Edessy

Hrabstwo Edessy i pozostałe państwa chrześcijańskie na Bliskim Wschodzie w 1135

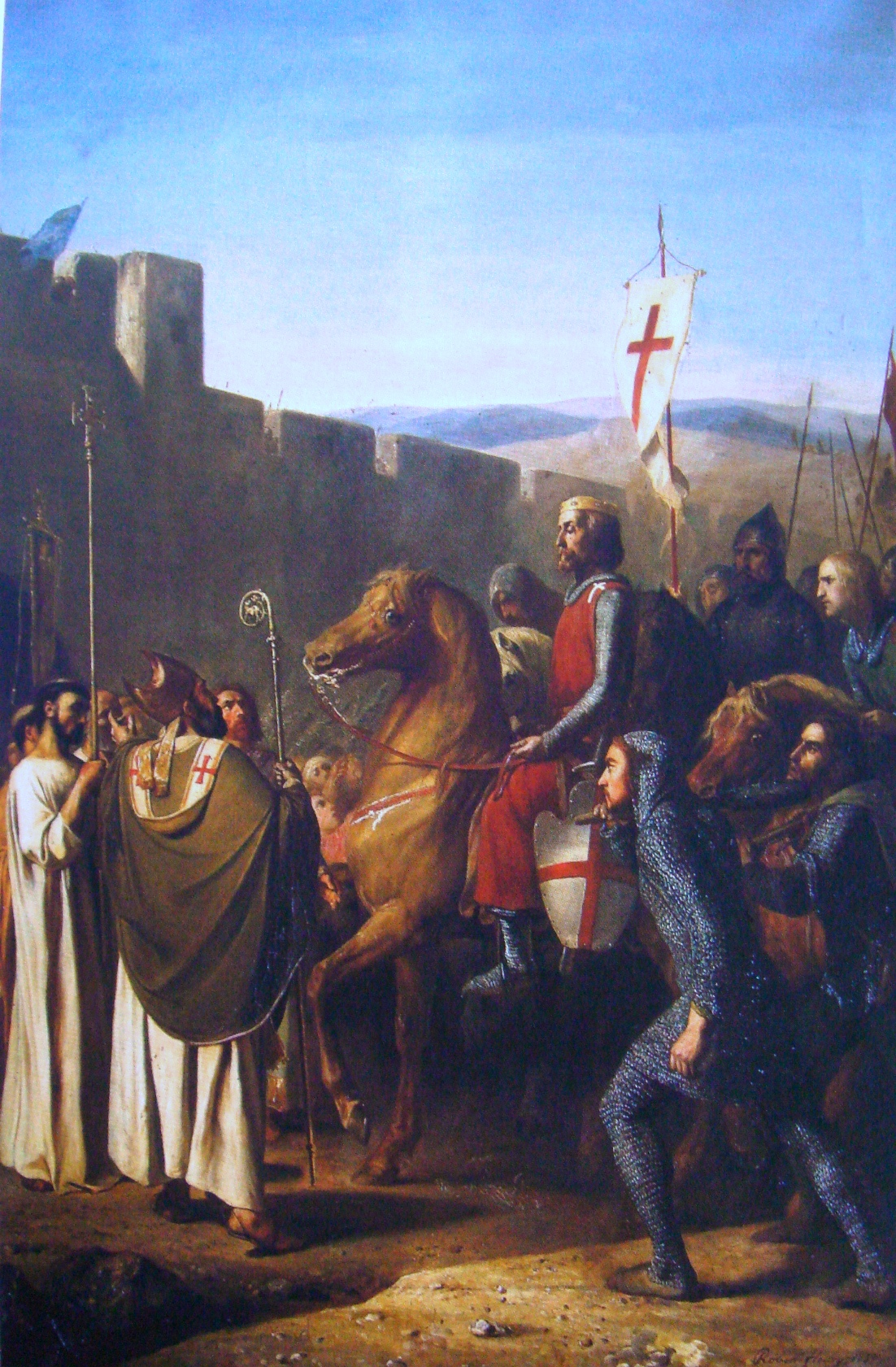
Baldwin I wkracza do Edessy

Hrabstwo Edessy – państwo założone przez krzyżowców podczas I wyprawy krzyżowej na terenie obecnej Turcji i Iraku.
Hrabstwo było jedynym łacińskim państwem na Bliskim Wschodzie pozbawionym dostępu do morza. Połowa państwa, w tym stolica Edessa, znajdowała się na wschodnim brzegu Eufratu, na zachodnim brzegu najważniejszym ośrodkiem była twierdza Turbessel.
W roku 1098, Baldwin I z Boulogne odłączył się od sił głównych krzyżowców maszerujących do Antiochii i Jerozolimy, i skierował się przez Królestwo Małej Armenii do Edessy. Tam przekonał władcę Thorosa z Edessy, żeby adoptował go jako syna i spadkobiercę. Thoros należał do greckiego Kościoła prawosławnego i z tego powodu nie był lubiany przez większość ludności należącą do ormiańskiego Kościoła prawosławnego. Wkrótce został zamordowany w tajemniczych okolicznościach i Baldwin I przejął władzę.
W 1100 roku Baldwin I został królem Jerozolimy, gdy zmarł jego brat Godfryd. Hrabstwo Edessy zostało przekazane jego kuzynowi Baldwinowi II z Bourcq. Natomiast Joscelin I z Courtenay objął twierdzę Turbessel, która była ważnym punktem oporu przeciw Turkom seldżuckim.
Hrabstwo dobrze współpracowało z Królestwem Małej Armenii. Pierwsi trzej hrabiowie żenili się z ormiańskimi arystokratkami. Baldwin I po śmierci swojej pierwszej żony w Maras w 1097 roku, poślubił Ardę, wnuczkę ormiańskiego władcy z dynastii Roupenidów Konstantyna I. Baldwin II z Bourcq poślubił Morfię z Melitene (obecnie Malatya w Turcji), córkę Gabriela z Melitene, natomiast Joscelin z Courtenay poślubił córkę Konstantyna.
W roku 1104 Edessa została zaatakowana przez beja Mosulu. Po przegranej bitwie pod Harran Baldwin II i Joscelin I dostali się do niewoli. Do czasu ich wykupienia w 1108 regentem został Tankred. Baldwin był zmuszony do odzyskania władzy siłą i w tym celu sprzymierzył się z lokalnymi wodzami muzułmańskimi (bitwa pod Manbidżu). W 1110 roku ziemie na wschodnim brzegu Eufratu zostały utracone na rzecz Mosulu, jednakże do ataku na stolicę hrabstwa nie doszło. Po śmierci Baldwina I w 1118 Baldwin II został królem Jerozolimy. Edessa została przekazana Joscelinowi I w roku 1119. Joscelin I ponownie dostał się do niewoli w 1122 roku. Próbujący go ratować Baldwin II również został pojmany. Joscelin zbiegł w 1123 i uwolnił Baldiwna II w następnym roku.
W 1131 roku Joscelin I poległ w bitwie i władzę przejął jego syn Joscelin II. W tym czasie bej Zengi zjednoczył Aleppo i Mosul co stanowiło poważne zagrożenie dla Edessy. Joscelin II popadł w konflikt z hrabią Trypolisu, co spowodowało brak wsparcia z jego strony. Zengi rozpoczął oblężenie Edessy w roku 1144 i zdobył ją 24 grudnia tegoż roku. Joscelinowi II pozostały jedynie ziemie na zachodnim brzegu Eufratu. We wrześniu 1146 roku, po śmierci Zengiego, na krótko udało mu się odzyskać miasto. W roku 1150 został schwytany i był więziony w Aleppo aż do śmierci w 1159. Jego żona sprzedała resztę ziem bizantyńskiemu cesarzowi Manuelowi I, ale zostały one podbite przez Nur ad-Dina i sułtana Rumu w ciągu roku.

## Hrabiowie Edessy
- Baldwin I z Bouillon (1098-1100)
- Baldwin II z Le Bourg (1100-1118)
  - Tankred regent (1104-1108)

Herb rodu Courtenay’ów

- Joscelin I z Courtenay (1118-1131)
- Joscelin II z Courtenay (1131-1159)
- Joscelin III, tytularny i zarazem ostatni hrabia Edessy (1159-1200)

## Wasale Edessy
- miasto Bira
- miasto Marach
- miasto Melitene
- miasto Turbessel